# Árbol cabaña del pionero

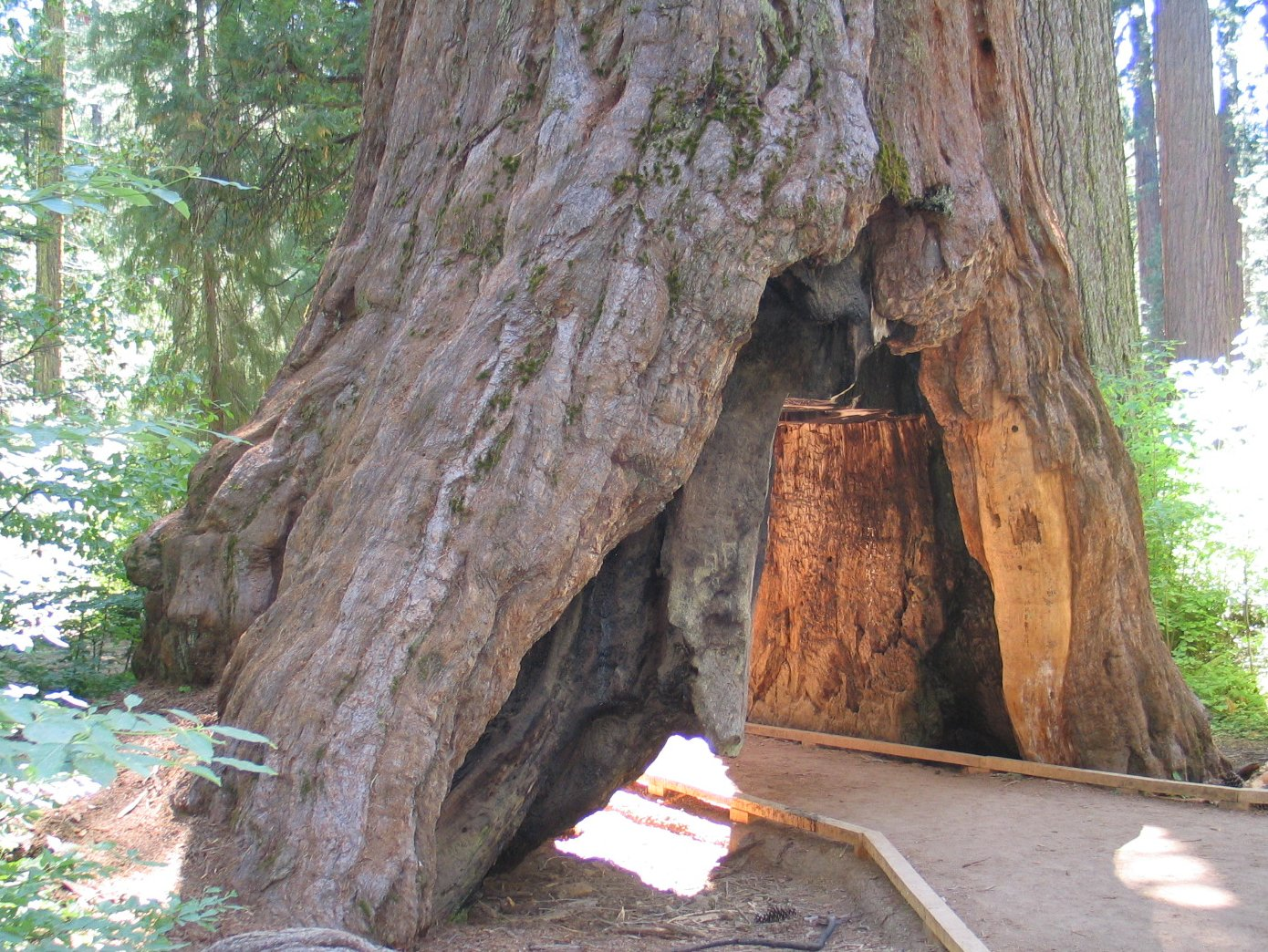
Foto del árbol en 2006.

El árbol cabaña del pionero (conocido en inglés como Pioneer Cabin Tree), también conocido como el Árbol del Túnel, era un árbol de la especie Sequoiadendron giganteum en el Calaveras Big Trees State Park, en California. Fue considerado uno de los árboles más famosos de los Estados Unidos, atrayendo a miles de visitantes anualmente. Se estimó que tenía más de 1.000 años de antigüedad, y medía 33 pies (10,1 m) de diámetro, aunque su edad y altura exacta no se conocían. El extremo superior del árbol fue cortado antes de 1859. El árbol cayó y se rompió durante una tormenta el 8 de enero de 2017.

## Historia

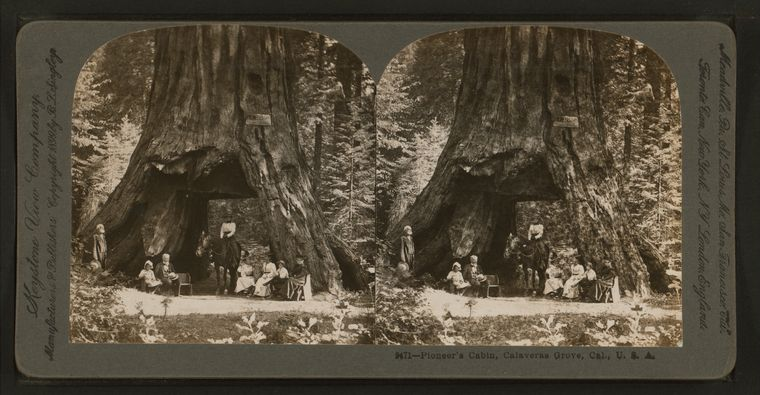
Imagen de la Cabaña del pionero con un hombre y un caballo pasando a través de él (c. 1867–1899).

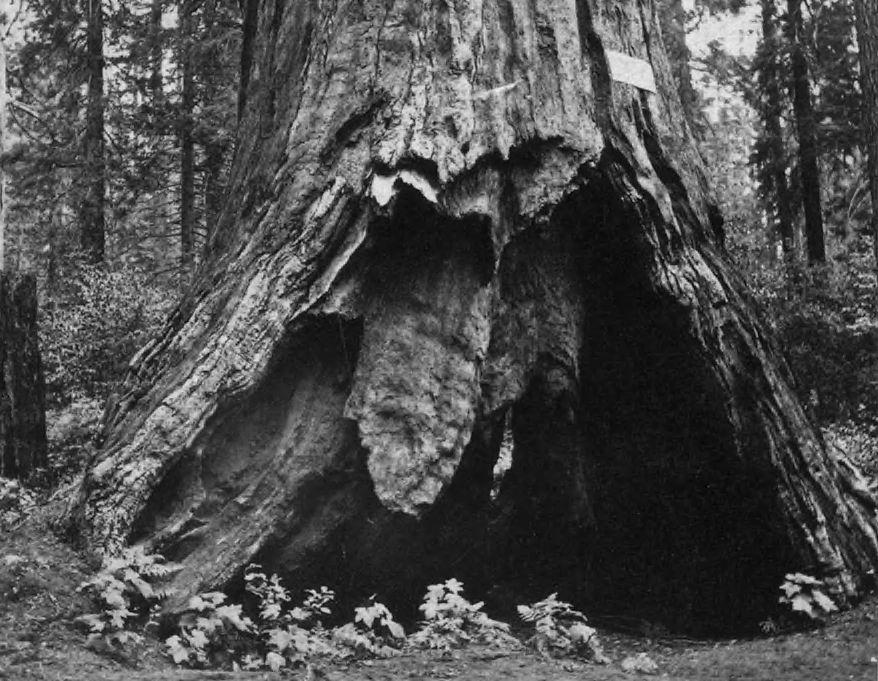
c. 1860–1880, antes de que se abriera el túnel.

El árbol cabaña del pionero obtuvo su nombre de su distintivo tronco hueco, parcialmente quemado por rayos e incendios forestales. En 1857 se observó que la mitad superior del árbol se rompió a unos 50 m, y que el árbol era hueco.
A principios de la década de 1880, un túnel fue talado a través de él por propietario del terreno a petición de James Sperry, fundador del hotel de Murphys, de modo que los turistas pudieran pasar a través de él. El árbol cabaña del pionero emuló el túnel tallado en el árbol de Wawona de Yosemite, y fue pensado para competir con él en cuanto a atraer  turistas.
Desde la década de 1880 y durante más de cincuenta años, se invitaba a los visitantes a pintar el árbol con Grafiti,  pero esta práctica fue prohibida en la década de 1930. Al principio solo se permitía a los peatones pasar a través del árbol.

## Caída
El árbol cabaña del pionero cayó y se rompió durante una tormenta el 8 de enero de 2017. Fue la tormenta más fuerte que golpeó la zona en más de una década. La inundación, combinada con el sistema de raíces superficiales de las secuoyas, el propio hueco en él practicado, así como la presión turística fueron probablemente la causa de su colapso.  
Después de la caída del árbol, el sendero del parque donde se hallaba cerró para una operación de limpieza. Algunas secciones del árbol permanecieron intactas, pero la política de preservación del parque impidió cortarlas.